# Montessori Zentrum Angell Freiburg
Das Montessori Zentrum Angell Freiburg (kurz: Angell) ist ein Bildungsverbund aus Kindertagesstätten, Grundschule, Realschule und allgemeinbildendem Gymnasium in Freiburg im Breisgau. Die Schulen sind staatlich anerkannt. Benannt ist die Schule nach dem Ehepaar Charlotte und Herbert Angell, die die Schule 1926 gegründet haben. Träger der gemeinnützigen GmbH ist seit 2014 die Angell Schulstiftung Freiburg, zuvor befand sich die Einrichtung in der Trägerschaft des Trägervereins Montessori Zentrum Angell Freiburg e.V. Die Geschäftsführung besteht aus Alexander Hochsprung (pädagogischer Geschäftsführer) und Michael Keller (kaufmännischer Geschäftsführer), die Schulleitung aus Friederike Hengsteler (Grundschule), Alexander Hochsprung (Gymnasium) und Monika Simpson (Realschule).

## Geschichte
Die Schule wurde 1926 vom Ehepaar Charlotte und Herbert Angell als Privatschule Angell im Haus Lessingstraße 12, das heute die Grundschule beherbergt, gegründet. 1973 wurde das Gebäude in der Mattenstraße 1 gebaut. Bis zur staatlichen Anerkennung 1987 war die Angell-Schule ein Progymnasium. 1994 wurde das Gebäude Mattenstr. 1 erstmals erweitert.
1996 erfolgte mit der Gründung der Grundschule die Einführung der Montessoripädagogik. 1999 wird die Montessoripädagogik auch im Gymnasium eingeführt und es erfolgt die Umbenennung in „Montessori Zentrum Angell Freiburg“. 2003 wurde eine Realschule gegründet.
Im Jahre 2011 begann der Aufbau der „Casa dei Bambini“, einer Montessori-Kindertagesstätte zunächst im Gebäude Lessingstraße 11. In den Jahren 2013 und 2019 wurden zwei weitere Standorte der „Casa dei Bambini“ gegründet, einer befindet sich in der Nähe im Stadtteil Wiehre, ein anderer befindet sich im Stadtteil Ebnet. 2022 wurde das Montessori Zentrum Angell Freiburg für den Deutschen Schulpreis nominiert.

## Standort und Architektur
Die verschiedenen Gebäude des Montessori Zentrum Angell Freiburg bilden einen Campus, der den Pausenhof umschließt. Der Campus wird im Norden von der Lessingstraße, im Osten von der Kronenstraße, im Süden von der Mattenstraße und im Westen von der Hummelstraße begrenzt. Die Sporthalle grenzt im Westen daran, sie liegt an der Hummelstraße. Ihr Dach wird vom benachbarten Rotteck-Gymnasium Freiburg als Pausenhof genutzt.
Der Gebäudebestand ist durch das unterschiedliche Alter der Gebäude heterogen, bei den Gebäuden an der Lessingstraße handelt es sich um Häuser aus der Gründerzeit, das Hauptgebäude in der Mattenstraße wurde 1973 errichtet und in den Jahren 1994, 2011 und zuletzt 2021 durch einen Anbau erweitert. Das Gebäude Lessingstr. 11/12 wurde 2022–2023 umfassend saniert. Die architektonische Gestaltung der Dieter-Wetterauer-Sporthalle wurde 2014 von der Architektenkammer Baden-Württemberg mit dem Prädikat „Beispielhaftes Bauen“ gewürdigt.
Der Standort befindet sich an der Haltestelle Mattenstraße der Straßenbahnlinie 5, die 2019 in Betrieb genommen wurde. Hier kreuzen sich die Radwege FR 1 und FR 6. Auf der anderen Seite der Dreisam befindet sich eine Station des Fahrradverleihsystems Frelo.

## Schulprofil
Das pädagogische Konzept beruht auf der Arbeit Maria Montessoris. Freiarbeit und andere Formen des selbstorganisierten Lernens nehmen einen großen Teil des Curriculums ein.
In der Grundschule werden die Klassenstufen 1 bis 4 jahrgangsübergreifend in Familienklassen unterrichtet. Am dreizügigen Gymnasium gibt es neben den Profilen Kunst, Sport, Sprachliches und Naturwissenschaftliches Profil einen bilingualen Zug (englisch). Die Realschule bietet die Wahlpflichtfächer Technik und Französisch an. Schüler können zur Klassenstufe 11 in das Aufbaugymnasium aufgenommen werden, die Jahrgangsstufen K1 und K2 besuchen sie dann gemeinsam mit den Schülern des neunjährigen Gymnasiums. Das Montessori Zentrum Angell ist eine offene Ganztagsschule mit eigener Mensa.
Ab der Mittelstufe finden Jahresprojekte wie das Bauernhof- oder Theaterprojekt für alle Schüler statt.

## Außerschulische Angebote
Im Rahmen der Nachmittagsbetreuung finden zahlreiche AGs im musisch-kulturellen oder sportlichen Bereich statt. An der eigenen Musikschule haben Schüler die Möglichkeit, ein Instrument zu erlernen.